# 비노크

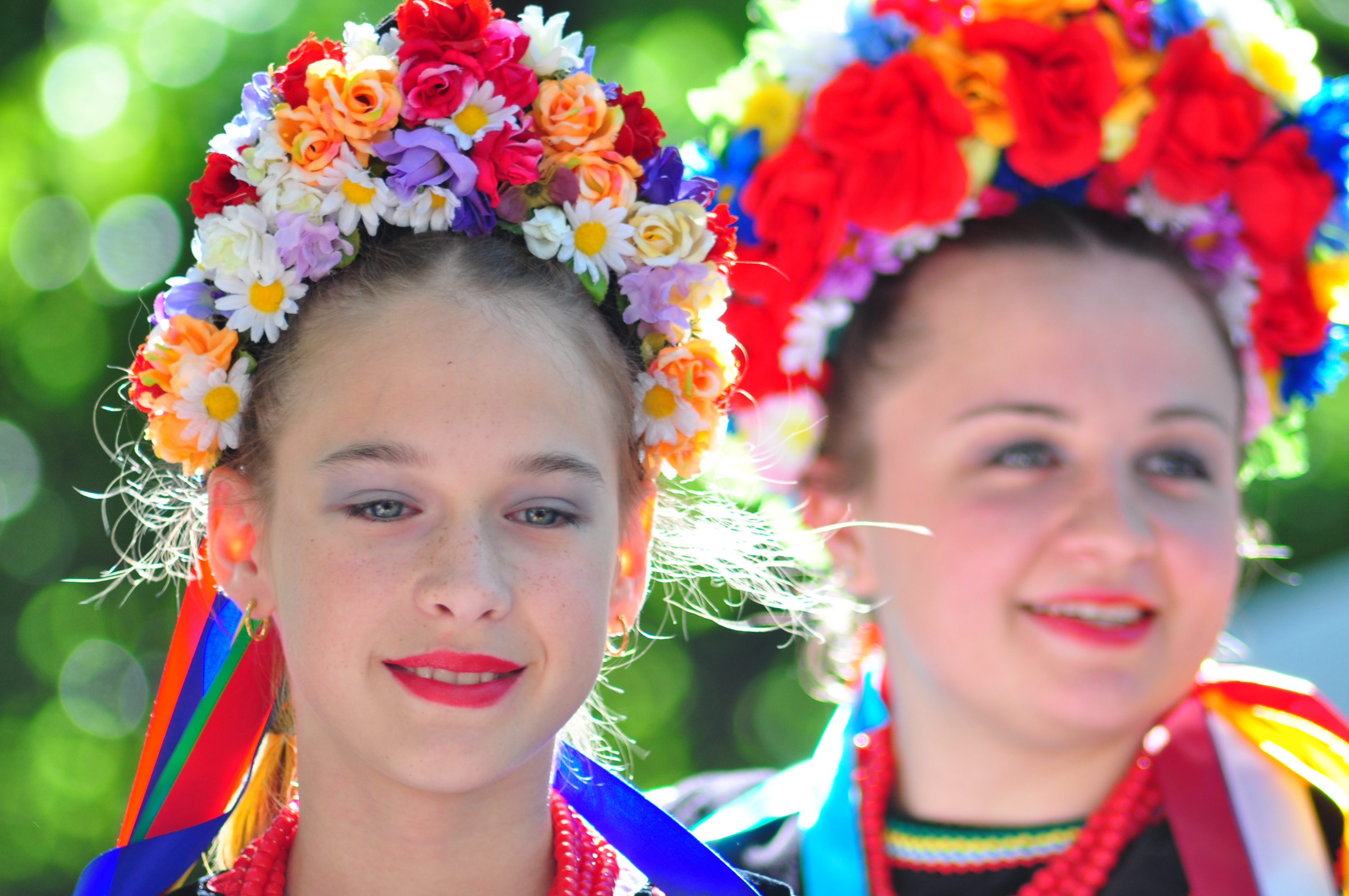
비노크

비노크(우크라이나어: вінок)는 우크라이나 전통의 화관이다. 어린 소녀나 미혼의 여성이 축제와 같은 특별한 날에 비노크로 치장하였다. 비노크 풍습은 키이우 루스가 기독교화 되던 옛 동슬라브족 시기까지 거슬러 올라간다. 비노크는 오늘날에도 여전히 이루어지는 우크라이나의 전통 복식 문화로 2014년 우크라이나 혁명 이후 우크라이나를 상징하는 것 가운데 하나로 일상에 자리 잡았다.

## 역사
기독교 전파 이전부터 있던 슬라브족의 전통 하지 축제인 이바나 키팔라(우크라이나어: Івана Купала)에서 젊은 여성은 비노크를 쓰고 참가하였다가 비노크에 촛불을 키고 강물이나 호수에 띄워 보내며 자신의 낭만적인 미래를 기원하였다. 비노크가 잘 흘러가면 좋은 혼처가 생기지만 한 자리에서 맴돌면 결혼하지 못한다고 여기는 풍습이 있었다. 비노크가 그 자리에서 가라 앉거나 촛불이 물에 잠겨 꺼지면 불운이 닥친다고 믿었다. 이 때문에 비노크가 잘 떠내려 가지 않거나 가라 앉으려 하면 여성들은 물로 뛰어 들어 비노크가 잘 떠내려 가도록 하였다고 한다. 우크라이나 민요에는 "비노크를 쥔 사람이 소녀도 얻으리, 비노크를 쥔 사람이 내 사람이 되리"라는 가사가 있다.  기독교 이전에는 비노크가 사악한 혼령에게서 소녀를 지킨다고 여겼다. 기독교가 전래 된 이후로도 비노크는 여전히 전통 복색으로 자리잡아 우크라이나 여성을 대표하는 상징물이 되었다.
신화학자 제임스 조지 프레이저는 《황금가지》에서 하지 축제인 이바나 키팔라가 기독교 축일인 세례자 요한 축일로 바뀌는 과정에서 우크라이나의 비노크 역시 다신교의 신 키팔라를 대신하여 기독교 성인을 기리는 것으로 의미가 변화하였다고 서술하였다.

## 제작과 착용
우크라이나의 다른 민속 복장과 마찬가지로 비노크 역시 특별히 선정된 꽃으로 제작되어 특별한 상징을 담는다.  비노크라는 말 자체가 결혼식 피로연을 뜻하는 빈차냐와 관련이 된 것으로 비노크를 쓴 다는 것은 혼기가 찼다는 의미를 갖고 있었다.
생화나 왁스를 칠한 종이로 만든 조화를 리본으로 묶어 만든다. 여기에 실, 리본, 동전, 깃털, 풀잎과 같은 것들로 장식한다. 꽃은 대개 다양한 색상이 어우러지도록 배치한다. 큼직한 꽃들이 이마로 향하고 이를 묶은 리본 다발이 뒤로 가도록 머리에 쓴다.

## 신이교주의
비노크는 종종 슬라브 신이교주의 운동의 상징으로 쓰인다. 슬라브 신이교주의 운동은 하지 축제를 열면서 비노크를 썼다.

## 갤러리

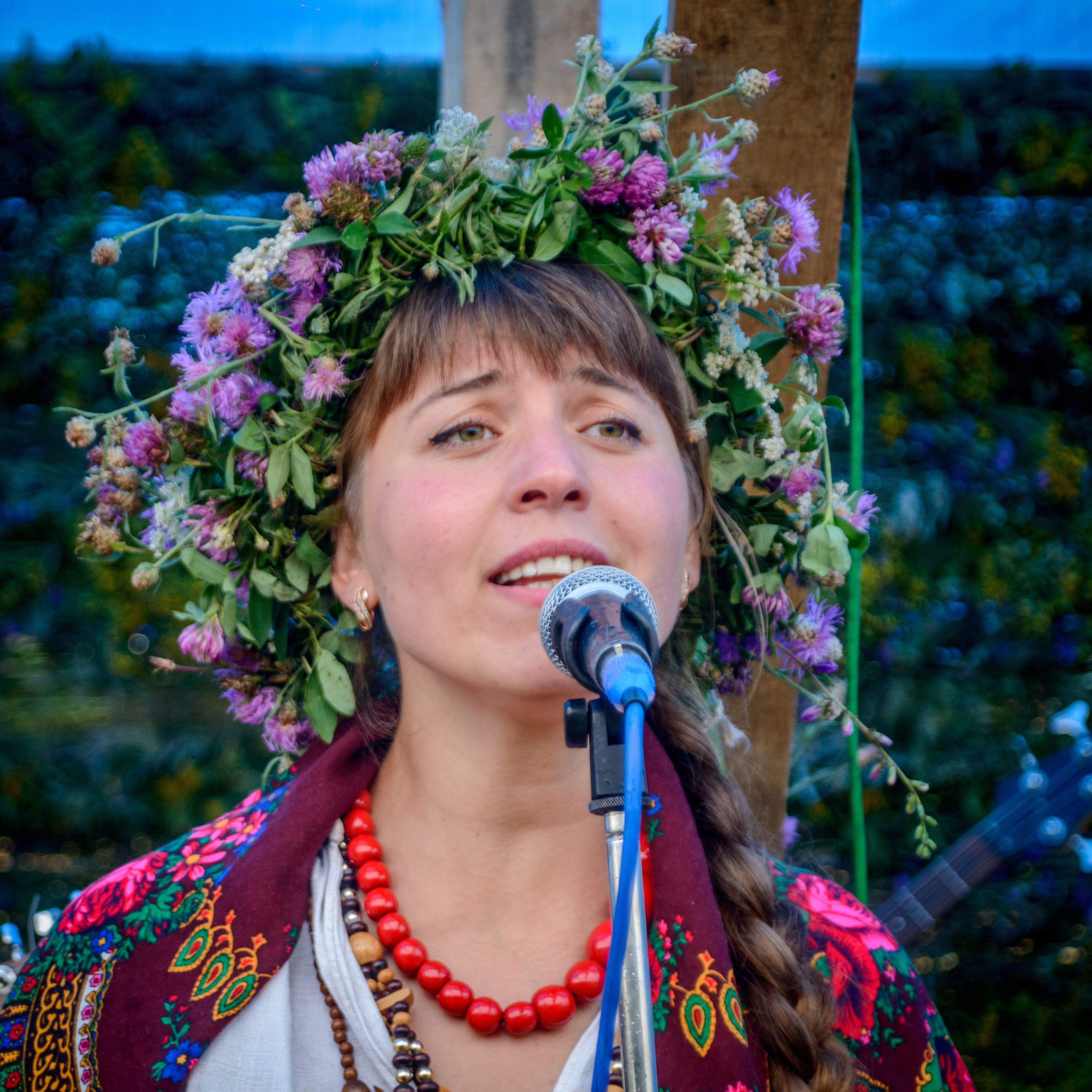
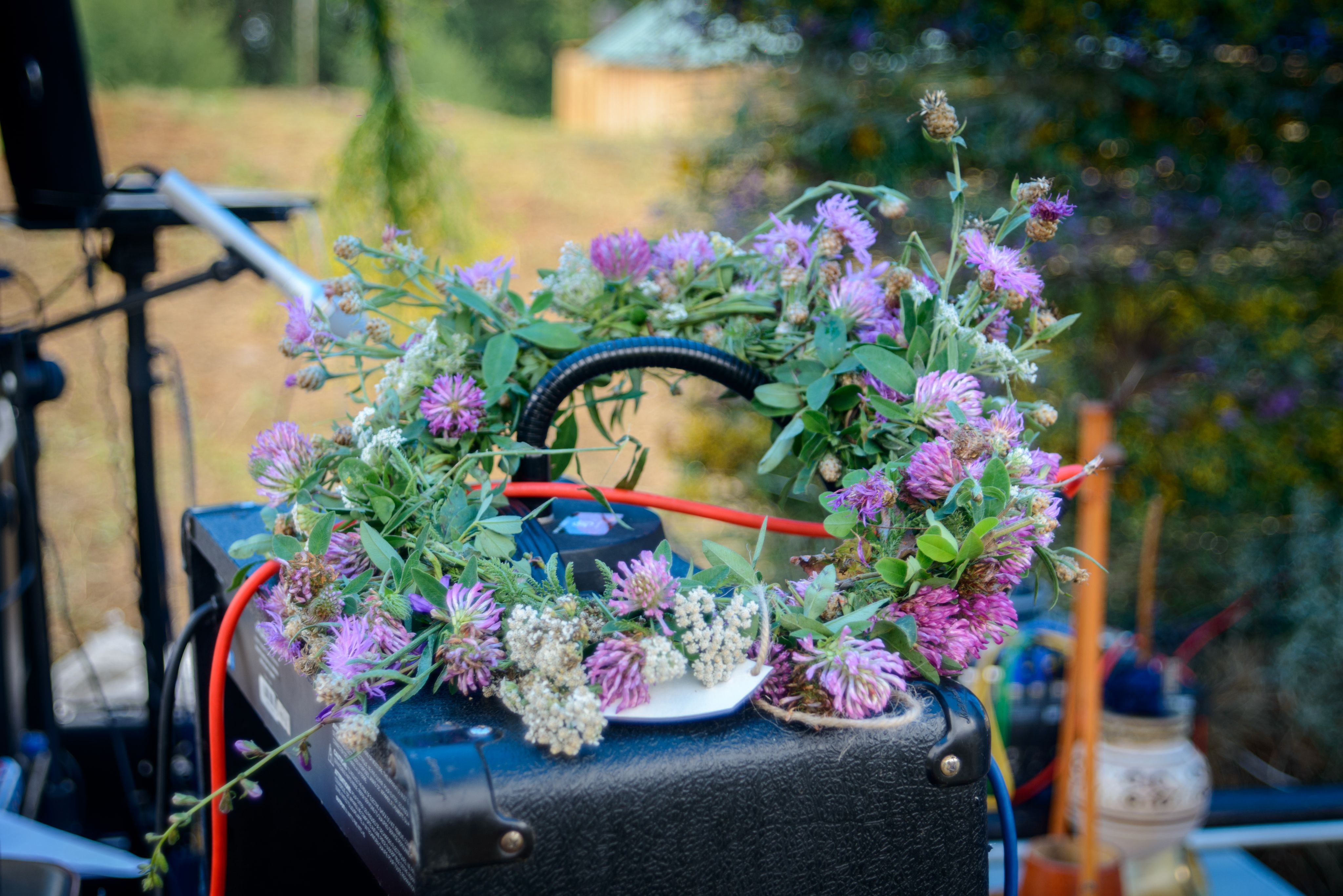
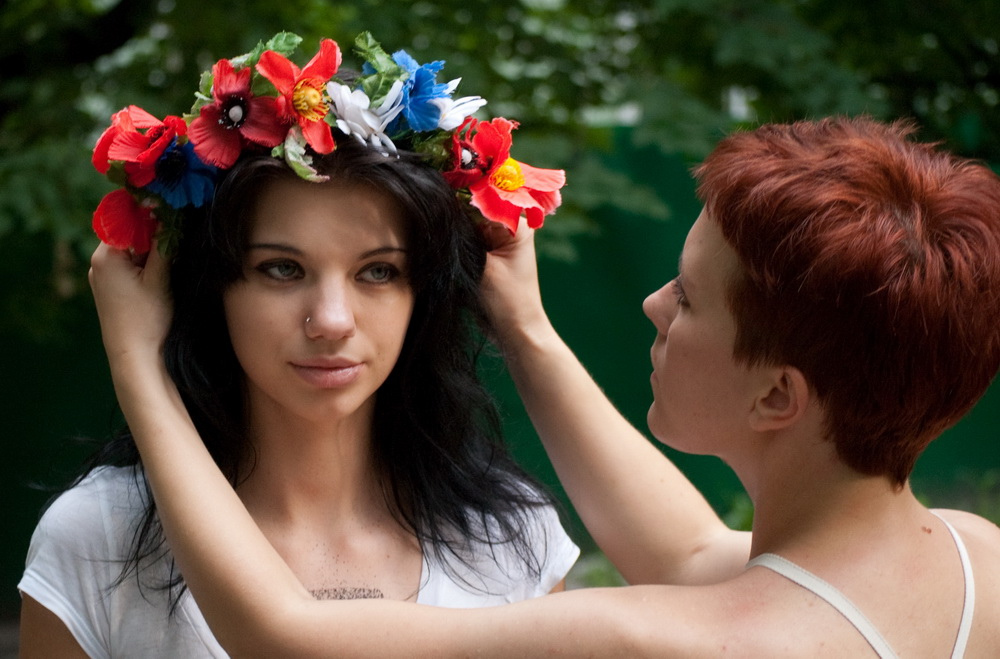
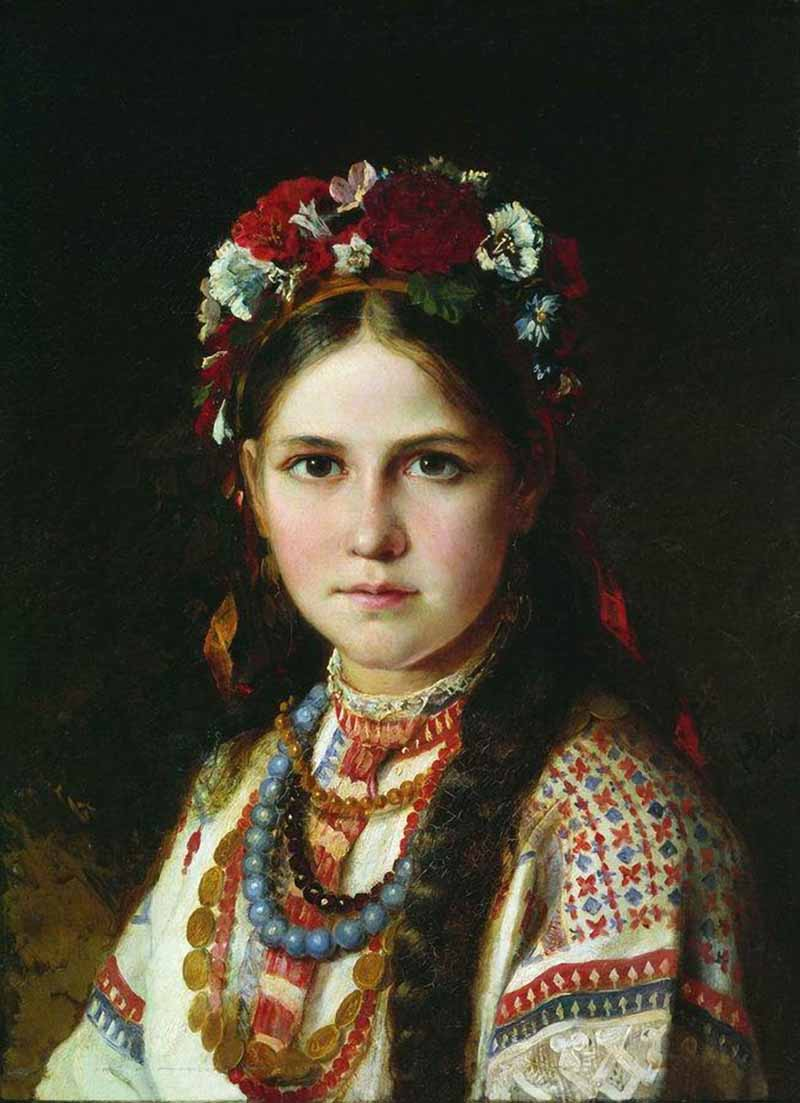
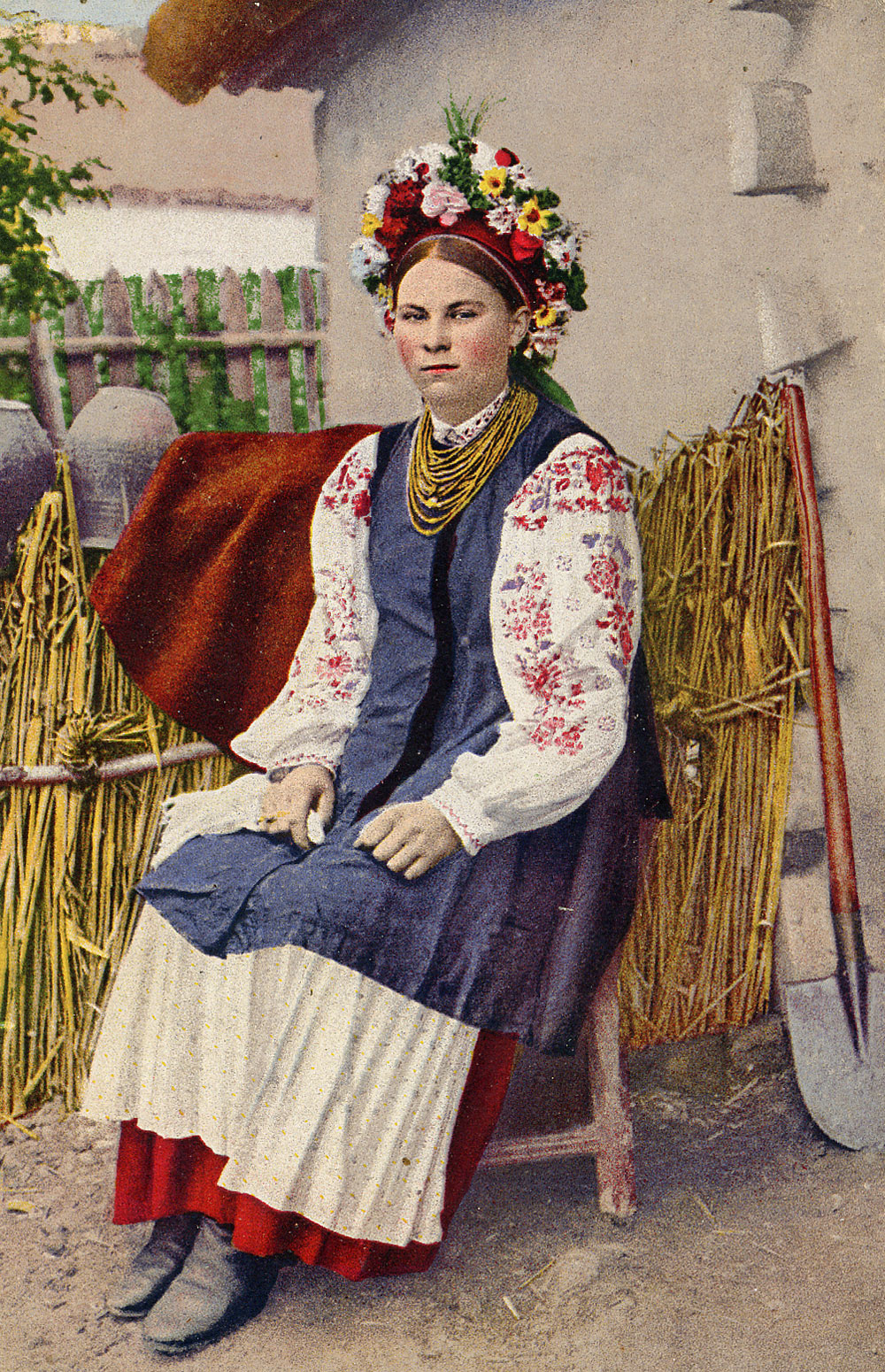

## 같이 보기
- 화관